# Luis Valenzuela Hermosilla
Luis Alberto Valenzuela Hermosilla (ca., 1891 - ca., 1981), fue un dirigente del fútbol chileno. Presidente de la Confederación Sudamericana de Fútbol entre 1939 y 1955; y presidente de la Federación de Fútbol de Chile entre 1937 y 1951.

## Biografía
Pionero gestor y propulsor de la actividad deportiva generada en Copiapó, el 12 de julio de 1917, don Luis, maestro por vocación, deportista de corazón y espíritu al servicio de la comunidad, vio cristalizado su esfuerzo y su siembra de enseñanzas, cuando un grupo de sus discípulos, entusiasmados con la práctica de este nuevo deporte para ellos desconocido hasta ese entonces, se reunió y redactó la primera acta que decretó el nacimiento de la Liga de Fútbol de Copiapó. Siendo él su primer presidente.
Dirigió personalmente el Club “Escuela Normal” de Copiapó a quienes aplicaba un fútbol “científico”, como se llamaba en aquellos años al planteamiento táctico que estaba acompañado de la debida preparación física. A pesar de ello, la competencia local fue bastante pareja durante esos años. Como jugador destacado contaban con Luis Álamos.
Por iniciativa propia el 17 de junio de 1918 se organizó el Cuerpo de Árbitros de Fútbol de Copiapó.
Fue presidente de la Asociación de Fútbol Copiapó entre los años 1920 y 1921. 
Se radicó en esta zona para ejercer sus labores de profesor normalista de educación física, lo que le permitió desarrollar la actividad futbolística en la región, haciéndola crecer inculcándole rigor y profesionalismo, ya que según decía no era un juego sino una disciplina.
Una vez retornado a Santiago, se produjo su ascenso dirigencial, que lo llevó a ocupar la presidencia de la Federación de Fútbol de Chile entre 1937 y 1951, convirtiéndose en el personero que más tiempo ha permanecido cumpliendo esa función. Y posterior la presidencia de la Confederación Sudamericana de Fútbol entre 1939 a 1955, siendo el tercer presidente en la historia de esa entidad, y primer chileno.
Con posterioridad, en 1960, fue invitado para la inauguración definitiva del estadio de Copiapó. Allí, la comunidad y el alcalde Orlando Poblete reconocieron en vida su labor como impulsor del deporte regional, con la denominación del flamante recinto como “Luis Valenzuela Hermosilla”.

«El trajo el fútbol y las primeras pelotas oficiales, ya que hasta la primera vez que llegó se jugaba con vejigas de toro, por eso que fue un pionero en la región».
José Vásquez, dirigente deportivo copiapino

## Homenaje

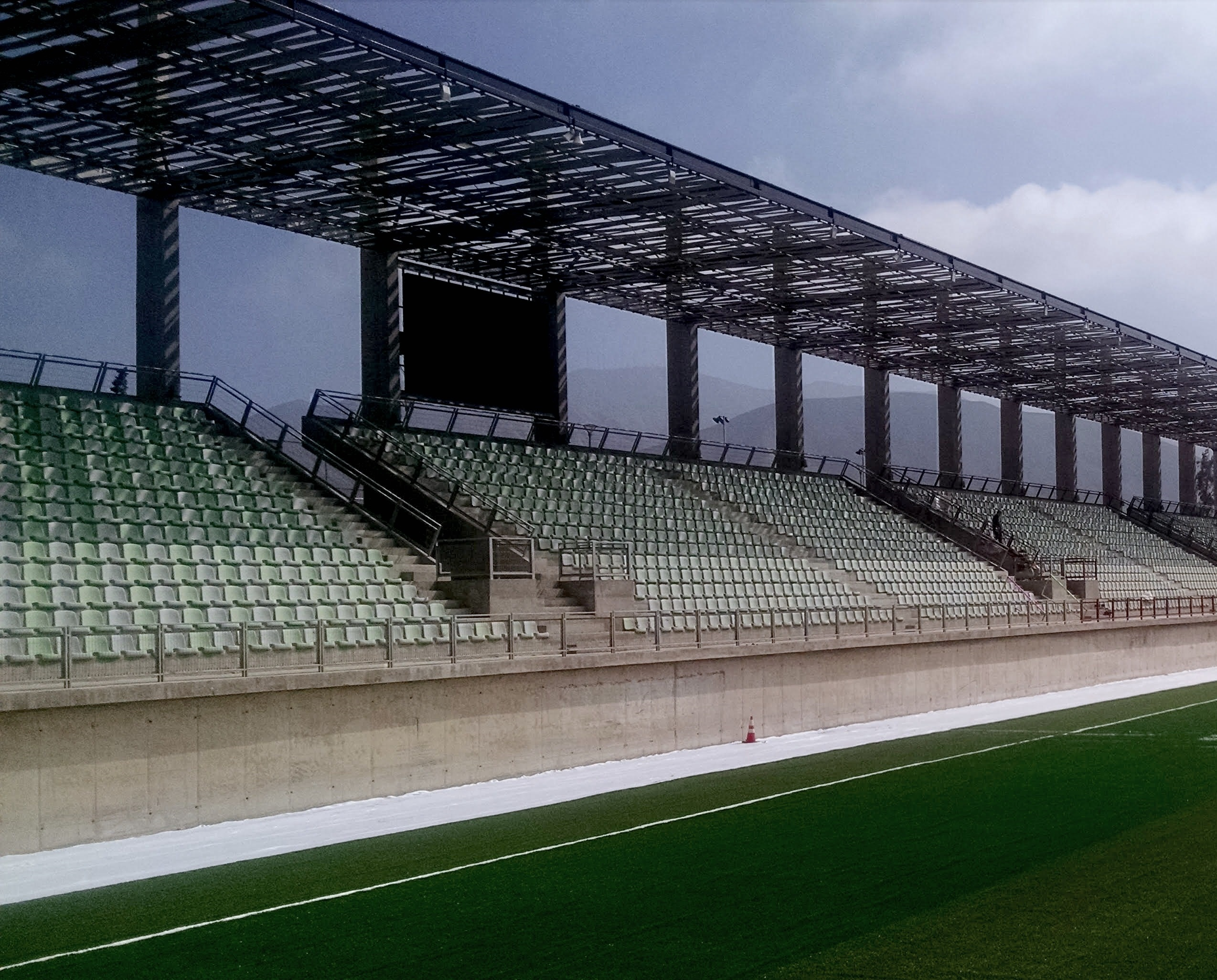
Estadio Bicentenario Municipal Luis Valenzuela Hermosilla

El actual estadio municipal de Copiapó y donde el Club de Deportes Copiapó disputa sus partidos de local, lleva su nombre.